# ويليام نايت
 ويليام نايت  (1475/1476 - 1547) رجل دولة إنجليزي ووزير الدولة في إنجلترا (1526-1528) في عهد الملك هنري الثامن، وأسقف باث وويلز.
أرسله هنري الثامن عام 1527، إلى روما في محاولة للحصول على حكم بإلغاء زواج هنري من كاثرين أراغون. أعاد بناء محكمة هورتون في غلوسترشير باستخدام أفكار من العمارة الإيطالية. بعد ذلك، تولى نايت منصب أسقف ريتشموند من عام 1529 إلى عام 1541.